# NGC 2276
NGC 2276 (hay còn gọi là UGC 3740, Arp 25, Arp 114 và PGC 21039) là một thiên hà xoắn ốc trung gian gần giống thiên hà chong chóng trong chòm sao Tiên Vương. Thiên hà này cách Trái đất của chúng ta khoảng 105 triệu năm ánh sáng. NGC 2276 có ngoại hình không đối xứng, rất có thể là do sự tương tác hấp dẫn với thiên hà hình elip NGC 2300 ở bên cạnh. Một trong nhiều nhánh xoắn ốc starburst của thiên hà này chứa một hố đen có khối lượng trung bình gấp 50.000 lần khi so với khối lượng Mặt trời và có tên là NGC 2276-3c. Tỷ lệ hình thành sao tăng lên, nguyên nhân của việc này có thể là do nó va chạm với một thiên hà lùn, hoặc là do sự tương tác hấp dẫn với thiên hà NGC 2300 làm cho khí gas và bụi bị nén lại.
Nó được nhà thiên văn học người Đức Friedrich August Theodor Winnecke phát hiện năm 1876. Trong bản đồ của các thiên hà đặc biệt (tên tiếng Anh: Atlas of Peculiar Galaxies), thiên hà này được đề cập hai lần, một lần là với tên Arp 25, một lần nữa là với tên Arp 114.
NGC 2276 đã hình thành sáu siêu tân tinh trong 60 năm qua. Đó là SN 1962Q (mag 16.9), SN 1968V (mag 15.7), SN 1968W (mag 16.6), SN 1993X (loại II, mag. 16.3), SN 2005dl (loại II, mag. 17.1) và SN 2016gfy (loại II, mag 16.3).

## Dữ liệu hiện tại
Theo như quan sát, đây là thiên hà thuộc chòm sao Tiên Vương. Và dưới đây là dữ liệu hiện tại của nó:
Xích kinh 07h 27m 14.3s
Độ nghiêng +85° 45′ 15″
Redshift 2416 ± 2 km/s
Khoảng cách 105 Mly (36.8 Mpc)
Độ lớn biểu kiến (V) 11.8
Loại thiên hà SAB(rs)c
Kích thước biểu kiến (V) 2′.8 × 2′.7